# Pitsane Siding
Pitsane Siding är en ort (village) i distriktet Southern i södra Botswana. 